# Породотвірні мінерали
Породотві́рні мінера́ли (рос. породообразующие минералы, англ. rock-forming minerals, rock-building minerals, rock constituents, essential minerals of rock; нім. gesteinsbildende Mineralien n pl, Hauptgemengteile m pl des Gesteins) — мінерали, які є постійними складовими гірських порід і визначають їх основні фізичні властивості. 
Найпоширеніші породотвірні мінерали — силікати (75 % маси земної кори). Зокрема поширені кварц, польові шпати, слюда, амфіболи, піроксени, олівін, глинисті мінерали та ін. Розрізняють головні (складають основну масу породи), другорядні й акцесорні мінерали (до 1 % породи). 
Розрізняють також м’які, середньої міцності та тверді породи з відповідними значеннями граничної напруги на стиск: 100, 100–150 і понад 500 кг/см². 
Інша система класифікації включає слабкі, середні та міцні породи з граничною напругою на стиск відповідно 200–1200, 1200–2400 і 2400–4000 кг/см². 
Хімічні елементи, що складають головні породотворні мінерали, називають петрогенними (Si, Al, К, Na, Са, Mg, Fe, С, Cl, F, S, О, Н).
| Мінерал                | Вміст, % |
| ---------------------- | -------- |
| Плагіоклаз             | 42       |
| Калієвий польовий шпат | 22       |
| Кварц                  | 18       |
| Амфіболи               | 5        |
| Піроксени              | 4        |
| Біотит                 | 4        |
| Магнетит, Ільменіт     | 2        |
| Олівін                 | 1,5      |
| Апатит                 | 0,5      |